# 25 Batalion Saperów (1939)

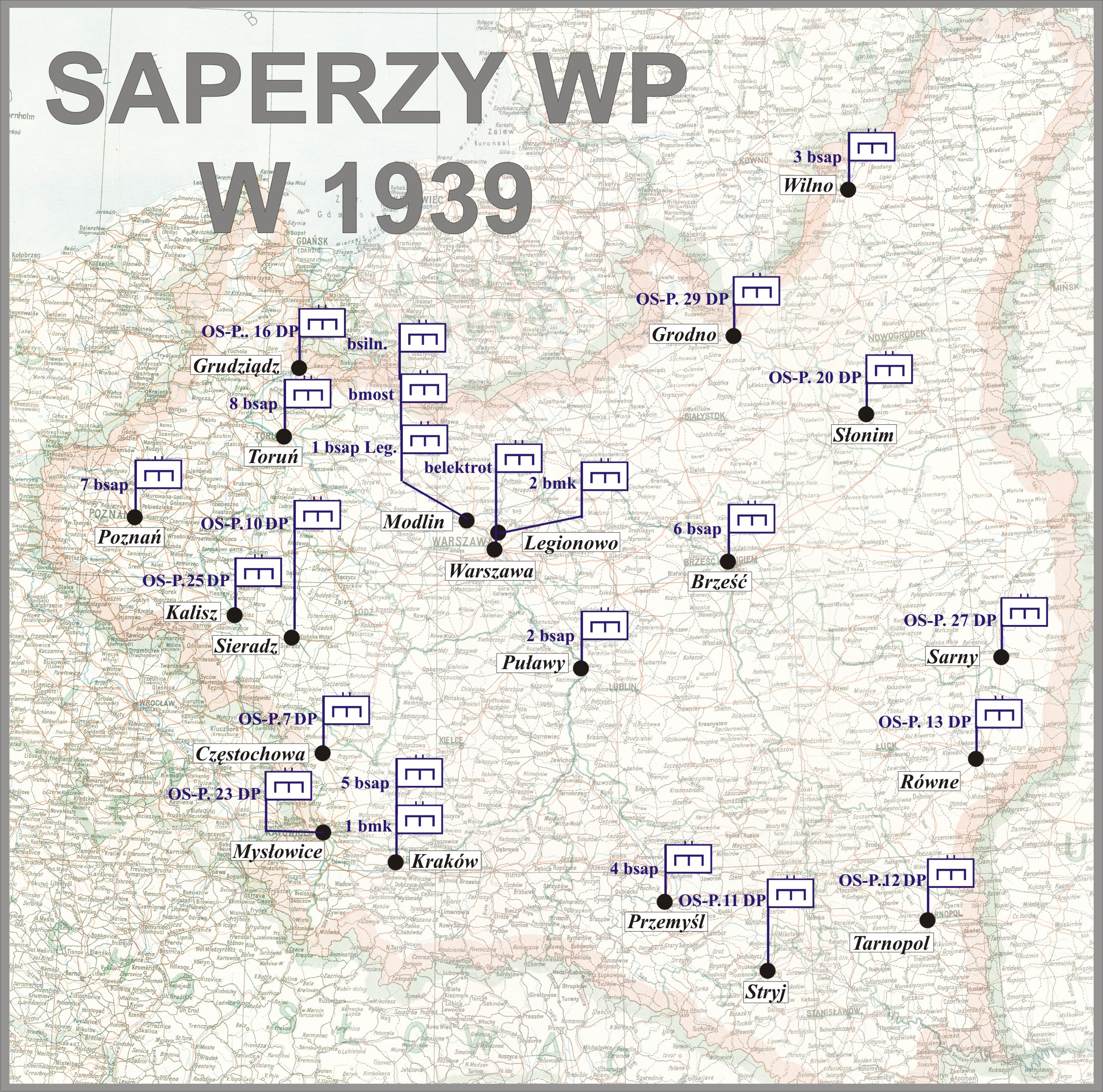
Jednostki saperskie WP w 1939

25 batalion saperów (25 bsap) – oddział saperów  Wojska Polskiego II RP.
Batalion nie występował w pokojowej organizacji wojska. Został sformowany w 1939 przez Ośrodek Sapersko-Pionierski 25 Dywizji Piechoty.

## Ośrodek Sapersko-Pionierski 25 DP
Ośrodek stacjonował w Kaliszu.
Organizacja i obsada personalna ośrodka
Organizacja i obsada personalna ośrodka w marcu 1939 roku:
- dowódca ośrodka –  mjr Gracjan Kazimierz I Dąbrowski
- adiutant –  por. Henryk Wesoły (*)[b]
- oficer materiałowy – kpt. Czesław Kiełczewski
- oficer mobilizacyjny –por. Henryk Wesoły (*)[b]
- dowódca kompanii saperów – por. Piotr Zasuń
- dowódca plutonu – por. Kazimierz Marceli Boguski
- dowódca plutonu – ppor. Czesław Baranowski
- dowódca plutonu – ppor. Paweł Hajok
- dowódca plutonu specjalnego – por. Marian Ludomir Chrostowski

## 25 batalion saperów w kampanii wrześniowej
Sformowany 17 kwietnia 1939 dla 25 Dywizji Piechoty przez Ośrodek Sapersko-Pionierski 25 Dywizji Piechoty w Kaliszu. W lipcu i sierpniu 1939 roku 25 batalion saperów wzniósł na zachód i południowy zachód od Kalisza rejon umocniony Przedmoście Kalisz, obsadzony przez 29 pułk Strzelców Kaniowskich.

### Organizacja wojenna
- Dowództwo batalionu
- 1 kompania saperów
- 2 kompania saperów
- 3 kompania saperów
- kolumna saperska
- pluton chemiczny

Pierwsza kompania wyposażona była w wozy ogumione LKS, kompania druga w wozy krajowe, natomiast kompania trzeci była zmotoryzowana.

### Obsada personalna
Obsada personalna we wrześniu 1939:
- dowódca batalionu – mjr Gracjan Dąbrowski (dowódca OSP 25 DP)
- zastępca dowódcy – kpt. Czesław Kiełczewski (oficer materiałowy OSP 25 DP)
- dowódca 1 kompanii saperów – por. Piotr Zasuń (dowódca kompanii saperów OSP 25 DP)
- dowódca 2 kompanii saperów – por. rez. Lucjan Maciejewski
- dowódca I plutonu - por. rez. Maciejewski
- dowódca II plutonu - por. Henryk Wesoły (adiutant i oficer mob. OSP 25 DP)
- dowódca III plutonu - ppor. rez. sap. Czesław Mroziński
- dowódca IV plutonu - ppor. rez. sap.
- dowódca 3 kompanii saperów – kpt. Witold Jan Mizerski † zmarł z ran odniesionych 16 IX 1939 pod Sochaczewem
- dowódca kolumny saperskiej  –  por. Kazimierz Marceli Boguski
- dowódca plutonu chemicznego - ppor. sap. Czesław Baranowski[c]